# Alfred Mahncke
Alfred Mahncke (* 18. März 1888 in Idasheim; † 12. Januar 1979 in Eutin) war ein deutscher General der Flieger in der Luftwaffe der Wehrmacht während des Zweiten Weltkriegs.

## Leben
Mahncke trat am 1. April 1908 in das kaiserliche Heer ein und diente in der Eisenbahntruppe beim Eisenbahnregiment 1. Am 19. August 1909 erhielt er seine Beförderung zum Leutnant und trat anschließend ab dem 1. Oktober 1912 zum Fliegerkommando Döberitz über. Danach wirkte er als Lehrer an der Lehr- und Versuch Anstalt für Militärflugwesen, bevor er am 1. Oktober 1913 die Aufgaben eines Adjutanten im Flieger-Bataillon 2 übernahm.
Nach Beginn des Ersten Weltkrieges diente er als Fliegerstabs-Offizier beim Armeeoberkommando 8 (AOK 8). Im Januar 1915 wechselte er zur Flieger-Abteilung 14 als Flugzeugführer und wurde dort am 27. Januar zum Oberleutnant befördert. Ab dem 18. April übernahm er seinen alten Posten beim AOK 8 wieder und wechselte am 1. Februar 1916 in gleicher Funktion zum AOK 2. Am 15. August ging er in den Stab des Feldflug-Chefs, eine Dienststelle, die später in Kommandierender General der Luftstreitkräfte umbenannt wurde. Dort erreicht ihn am 27. Januar 1917 die Beförderung zum Hauptmann, bevor ar am 4. April in den Stab der 11. Reserve-Division wechselte. Anschließend ging er ab dem 7. Oktober in gleicher Funktion zum Generalkommandos z.b.V. 57 und später zum Generalkommando des XXVI. Reserve-Korps. Er fungierte ab dem 8. April 1918 als Kommandeur des Armeeflugparks 2 und ab dem 10. Mai 1918 bei der Flieger-Abteilung A 231.
In der Nachkriegszeit engagierte er sich kurzzeitig beim Freiwilligen Regiment Reinhardt, bevor er am 1. Oktober 1919 in die Polizei eintrat. Dort diente er als Hauptmann bei der Sicherheitspolizei in Lötzen. Am 1. April 1925 wurde er zum Major befördert und übernahm am 19. Januar 1929 die Führung der Polizei-Inspektion Beuthen. Am 15. September 1931 wechselte er als Lehrer zur Polizeischule Eiche bei Potsdam. Anschließend übernahm er am 26. März 1933 die Leitung des Stabes beim Höheren Polizeiführer Ost, wo er am 19. Dezember 1933 zum Oberstleutnant der Polizei befördert wurde.
Am 1. April 1935 wechselte er als Oberst zu neu gegründeten Luftwaffe der Wehrmacht, wo er das Amt des Präsidenten der Deutschen Luftsportverbände, Reichsluftsportführer und Inspekteur der Luftwaffenreserve übernahm. Ab dem 1. Februar 1937 war er Geschwaderkommodore des Kampfgeschwaders 152 und ab dem 1. November 1938 Höherer Flieger-Ausbildungs-Kommandeur 6 in Hamburg und Münster. Nachdem er am 1. Januar 1939 seine Beförderung zum Major erhalten hatte, fungierte er ab dem 26. August als Kommandeur des Luftgaustab z.b.V. 1 und ab dem 30. Oktober als Kommandeur des Luftgaustab z.b.V. 12. Nachdem er am 1. Oktober 1940 das Amt des Höheren Flieger-Ausbildungs-Kommandeurs 10 übernommen hatte, erreichte ihn am 1. November die Beförderung zum Generalleutnant. Mit diesem Dienstgrad übernahm er am 1. April 1941 die Aufgaben des Inspekteurs der Flugzeugführerausbildung. Im Oktober 1942 wurde er Kommandeur der 15. Luftwaffen-Felddivision, bevor er am 1. April 1943 stellvertretender Kommandierender General des I. Fliegerkorps wurde. Im Juni wechselte  er dann zur Luftflotte 2 und war kurzzeitig Fliegerführer Sizilien, bevor er die Führung des Luftgaukommando Süd in Mailand übernahm, das später in Feldluftgaukommando XXVIII umbenannt wurde. Hier erreichte ihn am 1. September 1943 die Beförderung zum General der Flieger. Nachdem er am 4. November 1944 die Führung des Luftwaffen-Auffangsstabes Nord übernommen hatte, erhielt er am 14. April 1945 das Ritterkreuz des Kriegsverdienstkreuzes mit Schwertern. Ab dem 8. Mai 1945 kam er mit der bedingungslosen Kapitulation der Wehrmacht in britische Kriegsgefangenschaft.
Nachdem er am 23. Mai 1947 entlassen worden war, betätigte er sich in der Landwirtschaft und übernahm ab 1949 einen Gärtnereibetrieb. Da er zu den Flugpionieren gehörte, die vor dem Ausbruch des Ersten Weltkrieges am 1. August 1914 seine Prüfung zum Flugzeugführer abgelegt hatte, erfüllte er die Aufnahmebedingungen der 1927 gegründeten Gemeinschaft Alte Adler.